# Chidambaram
Chidambaram (del tamil: சிதம்பரம் நகரம் ‘[ˈtʃid̪ʌmbəɾʌm]’) o Tillai es una ciudad del valle de río Kollidam, a 11 km de la costa y a 240 km al sur de Chennai por tren, en el estado de Tamil Nadu, en la India. Es también uno de los lugares sagrados más importantes consagrados a Shiva, ya que en la ciudad se encuentra uno de los cinco templos más grandes relacionados con los elementos dedicados a esta divinidad en los estados de Tamil Nadu y Andhra Pradesh.

## El templo
El templo de Chidambaram está consagrado a Shiva en su forma de danzarín cósmico, Nataraja, asociado al Espacio. Los otros templos son: Annamalaiyar (Arunachaleswara en sánscrito), con el fuego; Thiruvanaikaval, con el agua; Ekambareswarar, con la tierra y Kalahasti con el viento.
Chidambaram es uno de los principales centros de peregrinación del shivaísmo, así como para el visnuismo, ya que es uno de los templos más antiguos de la India. Uno de los cinco Sabha (salones de baile) de Nataraja y el más famoso. Es el Kanaka Sabha (Salón Dorado). Es también uno de los panchabhoota sthalams que representan los cinco elementos; es el akasa sthalam que representa el espacio.
Aquí se encuentra el conjunto más antiguo del karana, los 108 movimientos de baile de Nataraja, excavados en la piedra. Son los movimientos que dan lugar a las danzas clásicas de la India, descritas en el Nāṭya-śāstra. 
El complejo del templo, incluida la edificación dedicada a Visnú, ocupa 16 hectáreas en el centro de la ciudad. El templo tiene 9 puertas, y cuatro de ellas, situadas en los cuatro puntos cardinales, tienen pagodas o gopurams de 7 niveles. El karana se encuentra en la pagoda del este. También hay en el templo cinco salas o sabhai, el Chit sabhai, donde está el sancta sanctorum de Nataraja; el Kanaka sabhai, donde se hacen los rituales diarios; el Natya sabhai, donde se dice que Shiva bailó con Kali; el Raja sibhai, donde se hallan las mil columnas que simbolizan el chakra de los mil pilares o sahasrara (sabiduría), representado como mil pétalos de loto (cada columna está hecha de una sola pieza de granito), y el Deva sabhai, donde se encuentra Somaskanda, una forma de Shiva sentado.

## Demografía
| Gráfica de evolución de Chidambaram entre 2001 y 2011 |
|                                                       |

## Galería

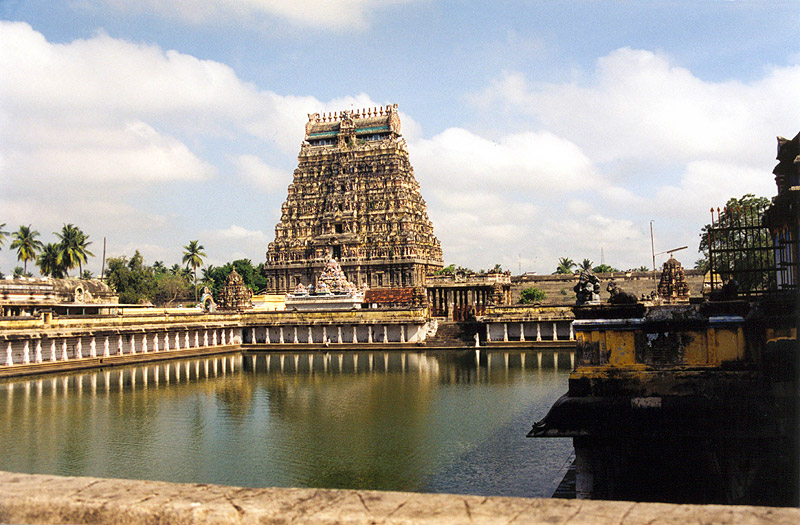
Templo de Natarajar
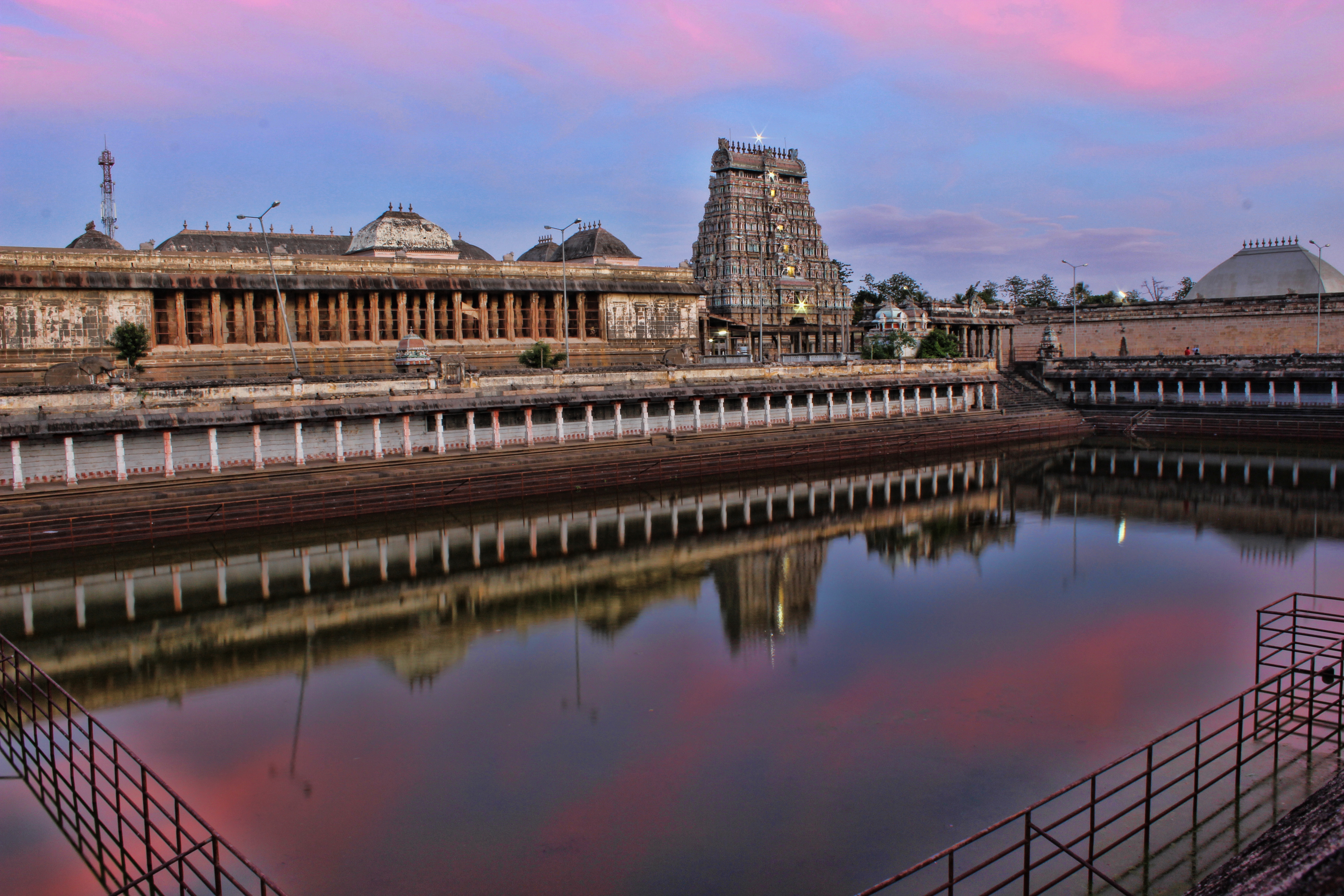
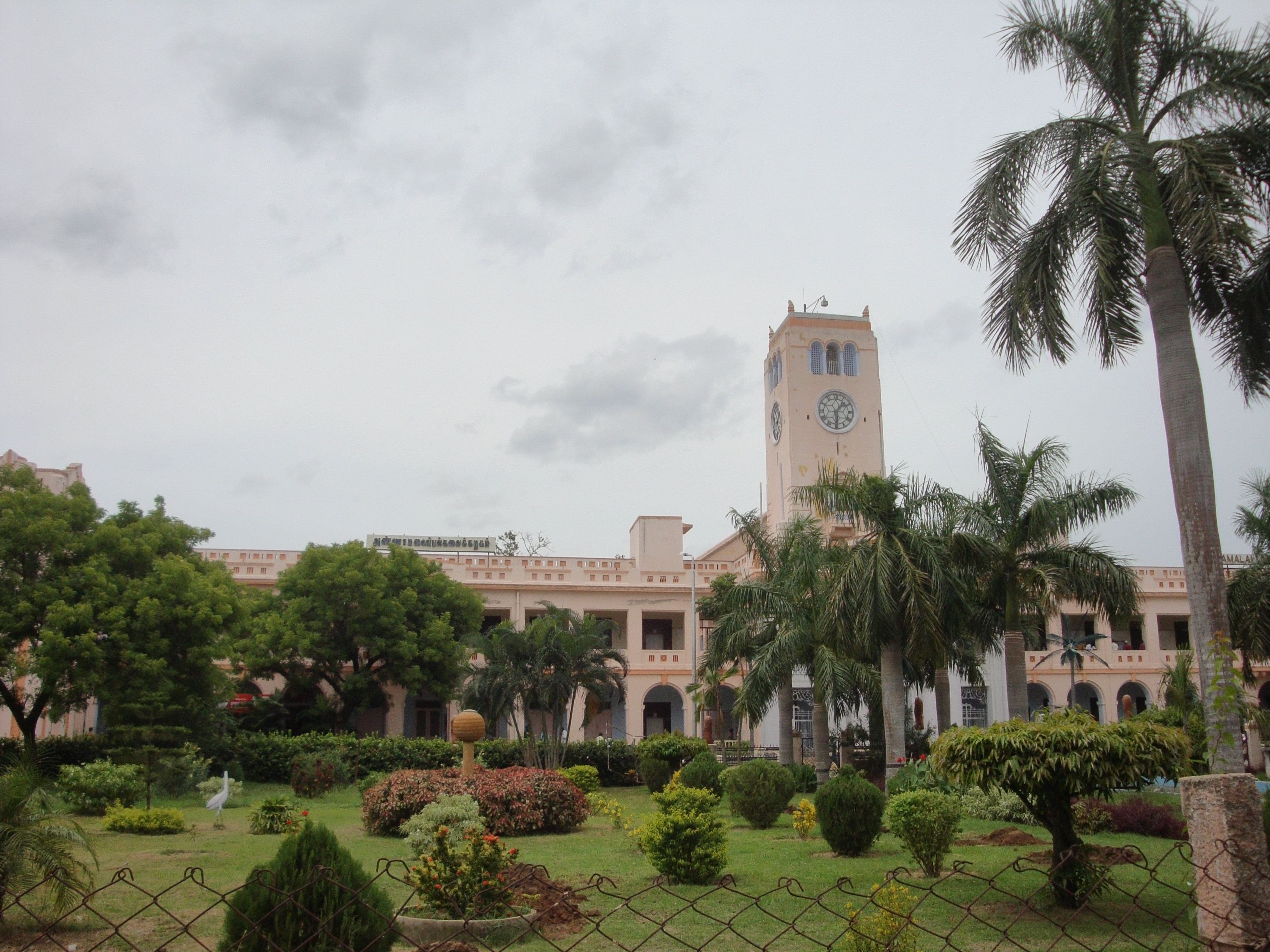